# Пам'ятки архітектури Тростянецького району (Сумська область)
У Тростянецькому районі Сумської області на обліку перебуває 12 пам'яток архітектури.
| №  | Назва                                                                  | Дата спорудження                 | Місце                                    |
| -- | ---------------------------------------------------------------------- | -------------------------------- | ---------------------------------------- |
| 1  | Миколаївська церква                                                    | 1858 (іст.).                     | с. Білка                                 |
| 2  | Хрестовоздвиженська церква                                             | 1821                             | с. Боромля                               |
| 3  | Різдва Богородиці церква                                               | 1800                             | с. Кам’янка, центр                       |
| 4  | Антонівська церква                                                     | 1815                             | с. Криничне                              |
| 5  | Миколаївська церква                                                    | 1800                             | с. Семереньки                            |
| 6  | Благовіщенська церква                                                  | 1750 .                           | м. Тростянець, вул. Благовіщенська       |
| 7  | Вознесенська церква                                                    | поч. 20 ст.                      | м. Тростянець, вул. Вознесенська, 53     |
| 8  | Виробничий комплекс економії Л. Кеніга                                 | 19 – поч. 20 ст. (архіт., іст.). | вул. Благовіщенська, 58.                 |
| 9  | Комплекс Економічної лікарні                                           | кін. 19 – поч. 20 ст.            | м. Тростянець, вул. Благовіщенська, 55   |
| 10 | Магазин купця Ф. Курила                                                | 1908                             | м. Тростянець, вул. Благовіщенська, 26]] |
| 11 | Парк „Нескучне” Парк; Грот німф; Будинок головного управителя маєтками |                                  | Тростянецький р-н. м. Тростянець         |
| 12 | Садибний комплекс: Садиба Кеніга, Круглий двір                         | 18-19 ст.                        | м. Тростянець, вул. Миру, 16,            |
|    |                                                                        |                                  |                                          |